# Verhornung
Als Verhornung (Keratinisierung) bezeichnet man den Vorgang der Umbildung von Epithelzellen über hornbildende Zellen (Keratinozyten) zu Hornzellen (Korneozyten). Verhornungsprozesse treten physiologisch in der Epidermis und verschiedenen Schleimhäuten auf und erhöhen die mechanische Stabilität der Oberflächen. Auch die Bildung von Hörnern und Horngebilden (Haare, Nägel, Huf, Krallen) erfolgt über Verhornungsprozesse.

## Ablauf der Verhornung
In der Haut beginnt die Verhornung in der Stachelzellschicht (Stratum spinosum) der Epidermis. Hier beginnt eine Umwandlung des Cytoplasmas der Zelle durch vermehrte Bildung von Keratin, Keratin-assoziierten Proteinen und Lamellenkörperchen (membrane coated granules). In der Körnerschicht (Stratum granulosum) verlieren die Zellen ihren Zellkern und bilden Keratohyalin, das in Granula verpackt ist. Man unterscheidet F-Granula, die aus Filaggrin bestehendes Profilaggrin enthalten sowie L-Granula mit Loricrin. In der Hornschicht (Stratum corneum) entstehen schließlich die Korneozyten. Hier zerfällt das Profilaggrin zu Filaggrin, welches das Keratin aus den sich auflösenden Keratohyalingranula zur Bildung von Tonofibrillen bündelt. Die Zellen flachen ab und der Zellkern ist degeneriert.

## Störungen der Verhornung
Der normale Ablauf der Verhornung wird auch als Orthokeratose bezeichnet. Störungen der Verhornung (Keratose, Parakeratose), übermäßige Verhornung (Hyperkeratose) und mangelhafte Verhornung (Hypokeratose) sowie Auflösung der Hornschicht (Keratolyse) können auftreten.